# Несравненная палата

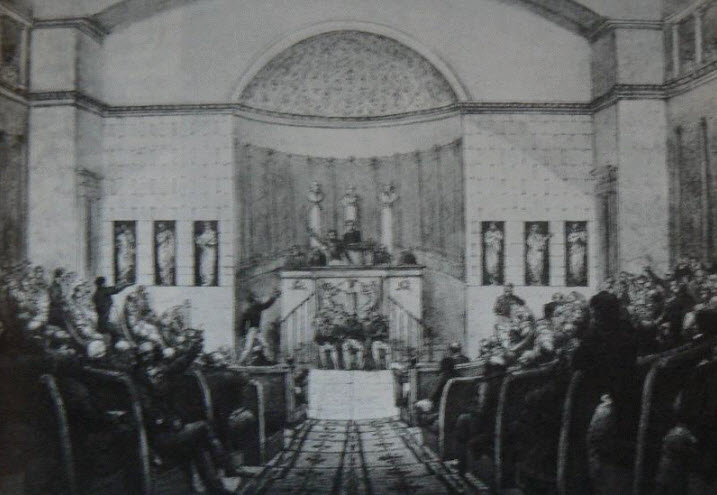

Несравненная палата, также Бесподобная палата (фр. Chambre introuvable) — палата депутатов французского парламента (нижняя палата), действовавшая после Ста дней императора Наполеона I. Палата была избрана 14 августа 1815 года. Поскольку большинство в этой палате составляли ультрароялисты, она, по выражению короля Людовика XVIII, была «несравненной» и весьма полезной для правительства.
Выборы в парламент 14 августа 1815 года проходили в период так называемого Белого террора — репрессий, проводимых сторонниками короля и представителями аристократии. В результате выборов из 402 членов палаты депутатов 350 выбранных были ультралоялистами, пытавшимися законодательно отменить итоги Французской революции и восстановить в стране абсолютную монархию.
В период работы палаты абсолютистское большинство инициировало принятие ряда мер, которые должны усилить власть короля, а также законодательно закрепить упомянутый Белый террор против бонапартистов и республиканцев. В частности, были введены военно-полевые суды, изменены законы по общественной безопасности и так далее. По постановлению палаты революционеры, голосовавшие за казнь Людовика XVI, объявлялись «цареубийцами» и подлежали изгнанию из Франции.
Волна общественного недовольства кампанией террора ультралоялистов заставила Людовика XVIII распустить «несравненную палату» 5 сентября 1816 года. Следующий состав палаты депутатов был умеренным, однако в 1823 году ультрароялисты снова получили большинство. Новый состав палаты с их преобладанием был назван «Обновлённой палатой» (фр. Chambre retrouvée).